# ثيوتيبا
ثيوتيبا (بالإنجليزية: Thiotepa)‏ هو دواء يُستعمل في علاج:
- سرطان مغزلي الخلايا[8]
- لمفوما[8]
- سرطان المثانة[8]
- لمفوما بائية الخلايا[9]